# Burr Oak (Iowa)
Pour les articles homonymes, voir Burr Oak.
Burr Oak est une petite communauté non constituée en municipalité et une census-designated place, du comté de Winneshiek en Iowa, aux États-Unis. Au recensement de 2010, la population s'élève à 166 habitants. La ville fut fondée en 1855.
L'écrivain Laura Ingalls Wilder, auteur de La Petite Maison dans la prairie, possède une maison dans le village. Sa sœur, Grace Pearl Ingalls, y est née en 1877.

## Source de la traduction
- (en) Cet article est partiellement ou en totalité issu de l’article de Wikipédia en anglais intitulé « Burr Oak, Iowa » (voir la liste des auteurs).